# Marcos Suka-Umu
Marcos Suka-Umu Martin, né le 6 juillet 1985, à Madrid, Communauté de Madrid est un joueur espagnol de basket-ball. Il évolue au poste d'arrière.

## Biographie
Après avoir suivi une formation de joueur dans différents clubs de la Communauté de Madrid, il commence sa carrière professionnelle lors de la saison 2005-2006 où il rejoint le CB Clavijo de LEB Plata.
L'année suivante, il signe au CB Qalat, qui évolue aussi en LEB Plata avant de signer avec le CABAUB La Palma en LEB Oro dans laquelle il reste deux saisons.
Pour la saison 2009/2010, il joue dans les rangs de Kics Vido en LEB Oro, terminant la saison avec des moyennes de 9 points et 2 passes décisives par match.
En septembre 2010, il rejoint l'équipe du Melilla Baloncesto pour remplacer Óscar Yebra, blessé. Il reste deux saisons avec cette équipe.
Lors de la saison 2012/2013, il signe pour le Básquet Coruña en LEB Oro.
Le 18 septembre 2013, Marcos Suka-Umu signe avec le CB Valladolid pour sa première expérience au plus haut niveau du championnat espagnol.
Le 28 août 2014, il revient dans la division inférieure et signe à l'Ourense Baloncesto avec qui il termine champion de LEB Oro 2015.
Le 4 août 2015, il reste en seconde division et revient au Melilla Baloncesto avec qui il termine champion de LEB Oro 2016.
Le 23 juillet 2017, il part en France où il signe au Lille Métropole Basket Clubs, en seconde division du championnat de France. Le 1er décembre 2017, lors de la septième journée de championnat contre Fos-sur-Mer, il marque le panier de la victoire. Le 18 mai 2018, pour le dernier match de la saison régulière, il est nommé meilleur joueur de la 34e journée en terminant la rencontre contre Caen avec 21 points à 8/10 aux tirs dont 5/6 à 3-points, 6 rebonds, 5 passes décisives, 1 interception et 2 fautes provoquées pour 31 d'évaluation en 28 minutes. Avec Lille, il participe aux playoffs de Pro B 2018 et, après avoir éliminé Saint-Chamond en quarts de finale, est sorti par Roanne 2 manches à 1 en demi finale.
Le 27 juillet 2018, il prolonge son contrat de deux ans avec le club nordiste.
Il signe avec le Saint-Vallier Basket Drôme en juin 2020. Il rajoute une ligne à son palmarès et décroche le championnat de France de Nationale 1 pour la saison 2020-2021. Il retrouve donc la Pro B.
Le 12 juin 2023, il prolonge son contrat à Lille de deux saisons supplémentaire, soit jusqu'en 2025.
Grâce à sa victoire devant C' Chartres Métropole Basket Masculin (91-82), Boulazac Basket Dordogne le club de Marcos a remporté le titre de champion du Championnat de France de basket-ball de deuxième division et a validé sa montée en Betclic Élite.

## Clubs successifs
- 2001-2002 :  Club Andújar (Junior).
- 2002-2003 :  Alcobendas CB (Junior).
- 2003-2004 :  Baloncesto Alcalá (Primera nacional).
- 2004-2005 :  Hotel Sierra de Cazorla (Primera nacional).
- 2005-2006 :  Caja Rioja (LEB 2).
- 2006-2007 :  Qalat-Caja San Fernando (LEB 2).
- 2007-2008 :
  - 2007-Fév.2008 :  Qalat-Cajasol (LEB Plata).
  - Fév.2008-2008 :  UB La Palma (LEB Oro).
- 2008-2009 :  UB La Palma (LEB Oro).
- 2009-2010 :  Ciudad de Vigo (LEB Oro).
- 2010-2011 :  Melilla Baloncesto (LEB Oro).
- 2011-2012 :  Melilla Baloncesto (LEB Oro).
- 2012-2013 :  Leyma Natura Coruña (LEB Oro).
- 2013-2014 :  CB Valladolid (Liga Endesa).
- 2014-2015 :  Ourense Baloncesto (LEB Oro).
- 2015-2017 :  Melilla Baloncesto (LEB Oro).
- 2017-2019 :  Lille Métropole Basket Clubs (Pro B)
- 2019-2020 :  Jeanne d'Arc Vichy-Clermont Métropole Basket (Pro B)
- 2020-2022 :  Saint-Vallier Basket Drôme (NM1 puis Pro B)
- 2022-2024 :  Lille Métropole Basket Clubs (Pro B)
- 2024-2025 :  Boulazac Basket Dordogne (Pro B)

## Palmarès
- Champion de LEB Oro en 2015 avec Ourense Baloncesto
- Champion de LEB Oro en 2016 avec Melilla Baloncesto
- Champion de France de Nationale 1 en 2021
- Champion de France de Pro B en 2025